# Øverbygds kommun
Øverbygds kommun (norska: Øverbygd kommune) var en kommun i Troms fylke i norra Norge. Kommunen omfattade den östra delen av nuvarande Målselvs kommun. Tätorten Skjold utgjorde kommunens centralort.

## Administrativ historik
Øverbygds kommun upprättades den 1 juli 1925 genom utbrytning ur Målselvs kommun. Kommunen hade 566 invånare vid upprättandet.
Den 1 januari 1964 gick kommunen åter upp i Målselvs kommun. Kommunens hade då 1 232 invånare.